# Antonio Stradivari

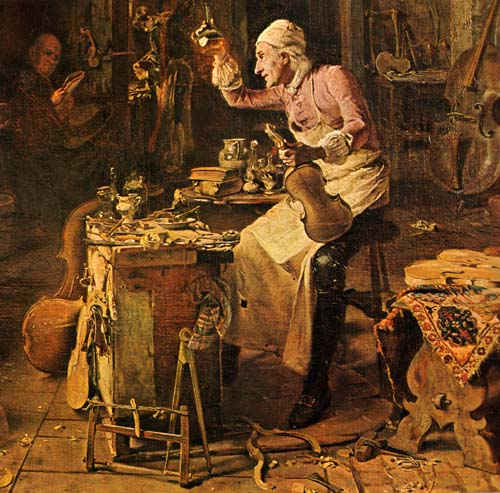
Stradivari a műhelyében

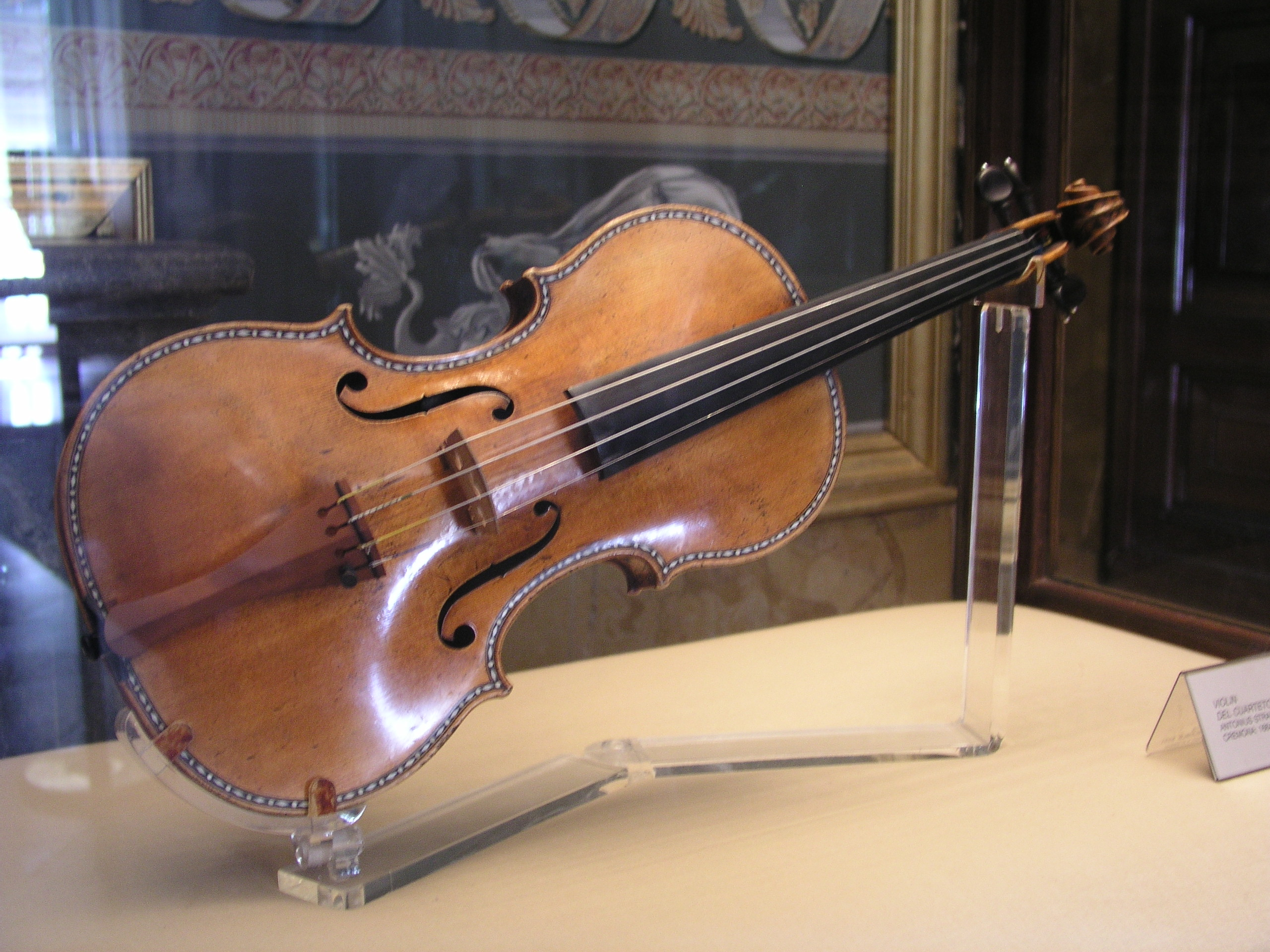
Stradivarius-hegedű, Escorial Királyi palota, Madrid

Antonio Stradivari (Cremona, 1644 – Cremona, 1737. december 18.) olasz hegedűkészítő, akié szakmájában mai napig az egyik legjobban hangzó névnek számít. Nevének latin változata, egyben az általa készített vonóshangszerek neve: Stradivarius.

## Élete
1644 körül (1643 vége és 1649 között) született a lombardiai Cremonában (nem messze annyi halhatatlan muzsikus szülőhelyétől), Alessandro Stradivari fiaként. (A korábbi közhiedelemmel szemben Anna Moroni nem lehetett az anyja, hiszen az ő férje, szintén Alessandro 1630-ban meghalt.) 1667 és 1679 között Nicola Amatinál tanult. 1680-ban nyitotta meg saját műhelyét a Piazza San Domenicón.
Ezt követően hamar kialakult egyéni stílusa, amely az Amatiétól leginkább sajátos faválasztási elveiben (egységesítve a fa falvastagságát és hajlítását, valamint kiemelve a lakkozás jelentőségét), illetve újfajta csigaformáiban különbözött. Úgy értett a hangszereihez felhasznált fafajtákhoz, mint akkoriban kevesek. Cremonában halt meg, a Basilica di San Domenicóban temették el, amely a jelenleg Piazza Romának nevezett városi park területén állt, s ahol ma sírfelirat őrzi emlékét.

### Találmánya rejtélye
Ferdinando Sacconi (a 20. század egyik legjelentősebb hegedűkészítője) szerint hangszereinek hangkaraktere a fapácoláshoz felhasznált kvarc-kálium-nátrium keverék eredménye. Mások a különleges lakkozásnak tulajdonítják a máig utánozhatatlan, egyedi hangzást. Újabb kutatások kimutatták a Stradivari-alkotta hangszerek rendkívüli minőségének másik okát: az úgynevezett kis-jégkorszak (1400 körül) lehetővé tette a legegészségesebb fákban a teljesen arányos évgyűrűk kialakulását. Ez a nyersanyag szinte tökéletesen mentes a hibáktól, vagyis igen szabályos, sűrűn évgyűrűzött. Stradivari személyesen utazott el Trentinóba, hogy hangszerei számára leginkább megfelelő fenyőfákat kiválassza. Az a vidék ma is egyik termőhelye a világ legjobb, húros hangszertestek készítésére alkalmas fáinak. 2006-ban hozták nyilvánosságra német hegedűkészítő mesterek legújabb megállapítását, amely szerint a fa szerkezetét bizonyos gombafajokkal történt kezelése is tökéletesíthette erre a szintre a 17. századi, a nagy cremonaiaknál.

### Kritika
A Proceedings of the National Academy of Sciences szakfolyóiratban megjelent cikk szerint Stradivari hegedűinek hangzása nem olyan összetéveszthetetlen és egyedi, mint ahogyan eddig gondolták. Egy, az Université Paris kutatói által rendezett vakteszt során tapasztalt hegedűművészek sem tudták megkülönböztetni az itáliai hegedűépítő mesterek által 300 éve alkotott hangszereket az új hegedűktől.
A kísérlet során 21 kiváló hegedűművészt kértek fel, hogy játsszanak hat nagyon nívós hegedűn; két Stradivarin, egy Guarnerin, valamint három main. A két teszt során sem a zenészek, akiknek látását hegesztőszemüveg korlátozta, sem az értékelést végző megfigyelők nem tudták (kettős vakpróba), hogy éppen melyik hangszer szólalt meg. Az első kísérletben minden zenész egymás után tíz párosítást kapott a hegedűkből – mindig egy újat és egy történelmit, bár a tesztelők ezt tudták. A második tesztben mind a hat hegedűt felsorakoztatták és a művészek egy órán keresztül összehasonlítgathatták őket. Végül azt kérdezték a zenészektől, hogy melyiket vinnék legszívesebben haza, valamint hogy a hegedűket hogyan rangsorolnák különböző kritériumok – pl. játszhatóság, hangszínek terjedelme, kisugárzás – alapján. Többségük az újabb hegedűket tartotta jobbnak, az egyik Stradivarius – ráadásul – a legrosszabb értékelést kapta. A legújabb kutatások szerint semmiben sem különbözik a Stradivarius a normál hegedűtől.

## Életműve

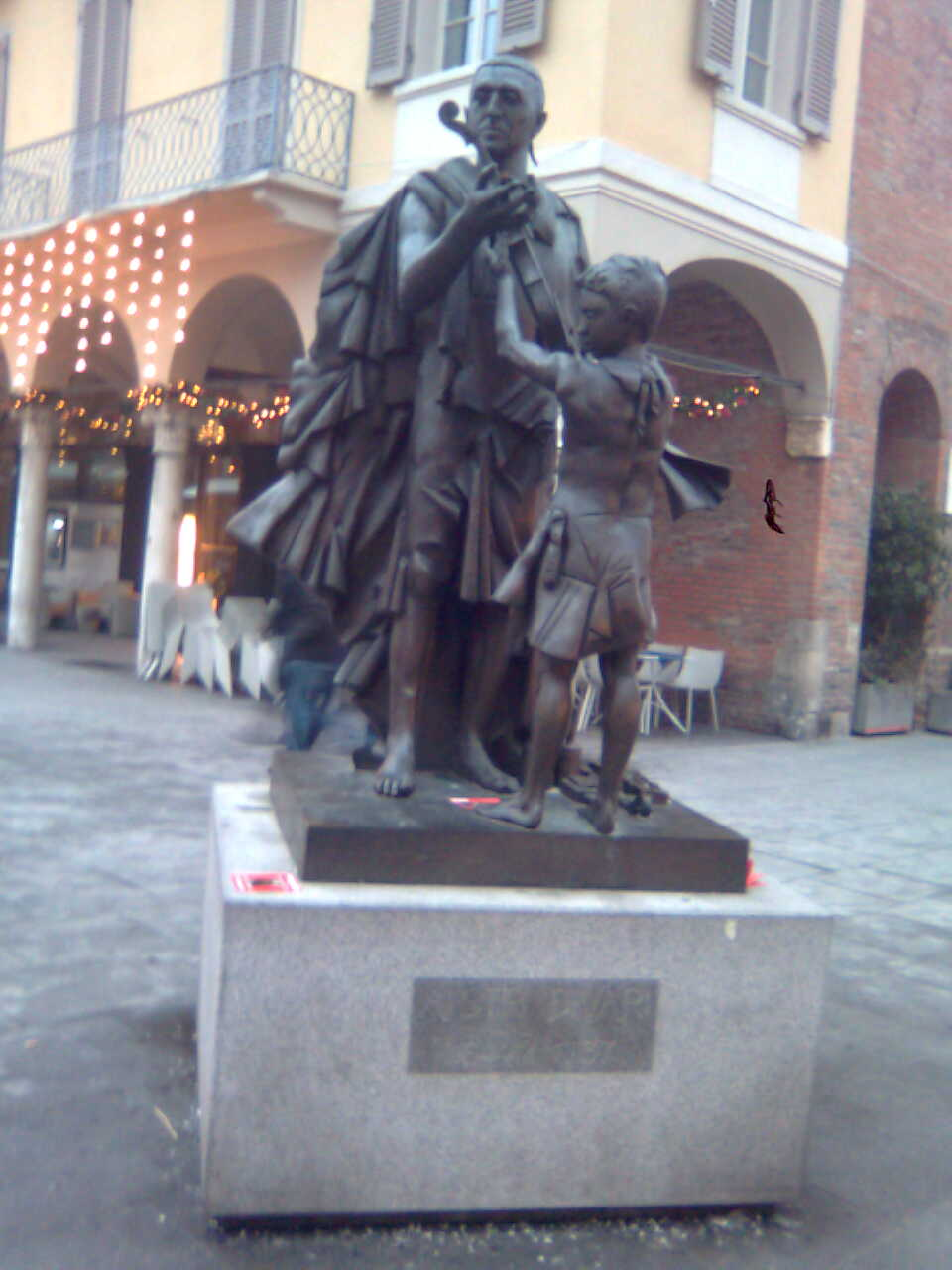
Bronzszobra Cremonában

Legjobb hangszereit 1698 és 1725 között készítette (a csúcspont 1715 körül lehetett). Ezek még tökéletesebbek, mint az 1725 és 1730 között készültek. Az 1730 utáni példányokat – valószínűleg – már a fiai (Francesco és Omobono) készítették. Becslések szerint több mint 1100 hangszert alkotott (beleszámítva a brácsákat, csellókat, hárfákat, viola da gambákat, lantokat és gitárokat). Ma ezekből 650 még megvan, de csak körülbelül 50 maradt meg tökéletesen egyben.

## Híres Stradivari-hegedűsök
Manapság sok művész játszik még Stradivari-hangszeren: 
- Massimo Quarta az 1702-es „Fontana grófja” nevűn,
- André Rieu egy 1667-es, talán a legrégibb ismert Stradivarin,
- Komlós Péter 1987 óta egy nem közismert nevű, 1701-es, addig Brazíliában lappangott Stradivarin és az 1731-es Hamma nevű Stradivarin,
- David Fjodorovics Ojsztrah a maga idejében legalább nyolc, ismeretlen nevűn,
- Leonidasz Kavakosz előbb az 1692-es „Falmouth”-on, majd az 1724-es „Abergavenny"-n,
- Gil Shaham az 1699-es „Polinyak grófnőn” játszik,
- Uto Ughi a „Van-Houten-Kreutzeren” 1701-ből,
- Isabelle Faust a „Csipkerózsika” nevezetűn (1704),
- Anne-Sophie Mutter az 1710-es „Lord Dunn-Raven Strad”-on,
- Vlagyimir Szpivakov a „Hrimalin” játszik, 1712-ből...

Magyarok közül Komlós Péteren kívül, eddig csak Mága Zoltán és Edvin Marton (utóbbi Niccolò Paganini 1697-es hangszerén) játszhatott fellépésein – szponzorok jóvoltából – Stradivarin. Baráti Kristóf 2004 óta az 1703-ban készült „Lady Harmsworth" nevűt a Stradivari Society (Chicago) jóvoltából birtokolja. A 2008-ban, hazánkban (100 év után az ismeretlenből) előkerült, 1697-ben készült, C A (Capitulum Agriense, a. m. Egri Káptalan (Érsekség)) jelzéssel ellátott, Cecília nevű hegedűt Pyrker János László egri érsek hozta magával Itáliából, széke 1827-es elfoglalásakor. 1945-ben, az egri bazilika renoválásához szükséges volt annak eladása. Magas rangú (protestáns vagy zsidó) vallási vezető vette meg tízéves(!), hegedülni tanuló leányának, nyilván nem értékének megfelelő áron. Azóta nyoma veszett, új tulajdonosa 2011-ben, eredetének tisztázása után az Aranymúzeum lett. Árát nem közölték, arra az ugyanabban az évben készült, nemrégiben elkelt Molitoréból lehet következtetni (az 3,6 millió USD-ért cserélt gazdát). A mecénás jóvoltából – állami közvetítéssel – használója, 2012-től öt éven át, a fiatal Kokas Katalin hegedűművész, azontúl mindig a legkiválóbb, fiatal magyar művészek kapják meg öt-öt évre, koncertezésre. (Férje, Kelemen Barnabás, 2002-től négy évig egy 1683-as Stradivariuson játszhatott, majd öt évig a 2006-ban a Magyar Államtól kölcsönkapott, 1742-ben készült Ex-Kovács Dénes Guarneri del Gesù-hegedűn,)
A hegedűművészek körében csak Giuseppe Guarneri del Gesù hangszereit övezi hasonló megbecsülés. Neves cremonai hegedűkészítő volt még abban az időben (a már említett Amatin kívül) Carlo Bergonzi.
Nagyobb Stradivari-hangszergyűjtemények a madridi királyi palota hangszermúzeumában (két hegedű, két gordonka és egy brácsa) és az amerikai Kongresszusi Könyvtárban (három hegedű, egy brácsa és egy gordonka) tekinthetők meg.

## Stradivari-aukciók, a hangszerek további sorsa
1/ 2010. október 14-én az 1697-es keltezésű, Molitor néven ismert hegedűt 3,6 millió dollárért ütötték le, és Anne Akiko Meyers amerikai hegedűművésznő koncertezhet vele.
2/ A 2007. április 2-án a New York-i Christies aukciósházban 2,728 millió dollárért leütött  Ex-Lambert nevű darabot 1729-ben készítette a 85 éves mester. Kései műremeke Seymour Solomon hagyatékából származott. A sikeres Vanguard Records lemezkiadó társalapítója a ritkaságot 1972-ben még 35 ezer dollárért vásárolta meg.
3/ A Taft (1700) 2,326 millió dollárért kelt el 2006 szeptemberében, Jessica Linnebach kanadai művésznő használatára.
4/ Az aukciósház rekordáron, 3,544 millió dollárért adta el az 1707-ben készített Hammer nevű hegedűjét 2006 májusában. A kiváló állapotban megmaradt hangszer Stradivari „arany korszakából”, az 1700 és 1720 közti évekből való, gyönyörű hangzását és kimunkált formáját a gyűjtők és a muzsikusok is különlegesnek tartják. A hegedűt – amely a 19. századi svéd gyűjtőről, Christian Hammerről kapta nevét – addig Takezava Kjóko hegedűművész használta. Eladása óta sorsa ismeretlen.
5/ 2005-ben ugyanott került kalapács alá az agg mester műhelyéből származó Lady Tennant (1736). 2,032 millió dollárt fizettek érte. Azóta sorsa ismeretlen.
6/ A londoni Christie'sben a Kreutzer Strad (1727) nevű hangszert 947 500 angol fontért (1,580 millió dollár) adták el, 1998-ban, azóta Makszim Vengerov orosz virtuóz játszik rajta.
7/ A Red Mendelssohn hegedűt (1721) 1 686 700 dollárért vették meg Elizabeth Pitcairn amerikai hegedűvirtuóz számára, 1990-ben.

## Szépirodalom
- Szántó György:Stradivari. Gondolat Kiadó, 1970